# タネダミキオでございます。
『（当）タネダミキオでございます。』はウヒョ助による漫画。副題は「ボクらが選挙にでる理由」。監修協力はNPO法人ドットジェイピー理事長の佐藤大吾。『週刊コミックバンチ』（新潮社）で連載された。

## 概要
高卒のフリーアルバイターがふとしたことで市議会議員になることを決意し、仲間と四苦八苦しながら市議会議員選挙に立候補をするストーリー。
2007年にコミックバンチで「参院選編」が読み切り掲載された。

## 登場人物
種田 幹生
牛丼屋のバイトで日々を食いつないでいる25歳。ふとしたことで羽城市議会議員選挙に立候補する。
高校時代には生徒会長選挙に立候補して当選をしたことがある。
父・タマオが死亡し、倒れた母・菊子を看病を余儀なくされたことで大学進学を断念したため学歴は高卒。
菅井トラ
ミキオがバイトしている牛丼屋の常連客。ミキオに羽城市議会議員選挙に立候補を促す。ミキオが引っ越し先のアパートの大家でもある。
かつては戦後の某大物閣僚の筆頭秘書であり、派閥候補者を次々と勝たせた名参謀。
飛入絹子
はじろ名店街の八百屋の娘。ミキオの幼馴染。
小山内
はじろ名店街の不動産勤務。ミキオの幼馴染。
ケンブー
ミキオのバイト仲間。短大生。
ペン太郎
ネット中毒の引きこもり。ネットの観点から、ミキオの政治活動をサポートする。
母親は羽城市役所職員で、所属は羽城市選挙管理委員会事務局。母親からは「ケンちゃん」と呼ばれている。
種田菊子
ミキオの母親。入院生活を送っている。余命数ヶ月。
梅沢 亮
梅沢建設会長の息子。東京の大学院を出て有名企業に就職し、羽城市議会議員選挙に立候補する。
高校時代には生徒会長選挙に立候補するも、同級生のミキオに敗れた過去がある。
観音 あずさ
羽城市議会議員。前回選挙で3位当選。
沢尻 優
ホストくずれ。ふとしたことで羽城市議会議員選挙に立候補する。
神楽坂 孔明
選挙プランナー。
金堀 塔一郎
羽城市議会議員。5期連続トップ当選。
度胸と頭のキレがある。堅い支持基盤と笑顔が選挙戦の武器になっている。
かつて寝子川市長秘書を経て、寝子川市議会議員補欠選挙に立候補した経緯がある。
青髭 平一朗
羽城市長。
父は寝子川市長。
玉田小町
寝子川市長。
かつては中華料理のウェイターをしていたが、ふとしたことで寝子川市議会議員補欠選挙に立候補する。
種田タマオ
大物政治家と妾の間に生まれた子供。大物政治家の跡継ぎと目されていたが、政治の世界に嫌気が指して家を飛び出し、母を探していた。

## 地域
羽城市
多摩県に所在。人口は約17万3000人、面積は約27km2。市議会議員の定数は26。
小さな地方都市であるが、東京から近く、交通の便がいい。街並みはありふれており無個性。
羽城不動尊や羽城動物園という観光名所があるが、街の産業とまでは扱われていない。また農水産業の街でもない。
駅前商店街の再開発案が浮上している。
寝子川市
多摩県に所在。羽城市の隣にあたる。
かつては米軍基地関連産業で潤っていたが、1983年に米軍基地が移転となり町全体が衰退模様を見せていた。